# Jacamar à couronne bleue
Galbula cyanescens
Espèce
Statut de conservation UICN

 LC  : Préoccupation mineure
Le Jacamar à couronne bleue (Galbula cyanescens) est une espèce d'oiseaux de la famille des galbulidés (ou Galbulidae).